# Courant de Lomonossov

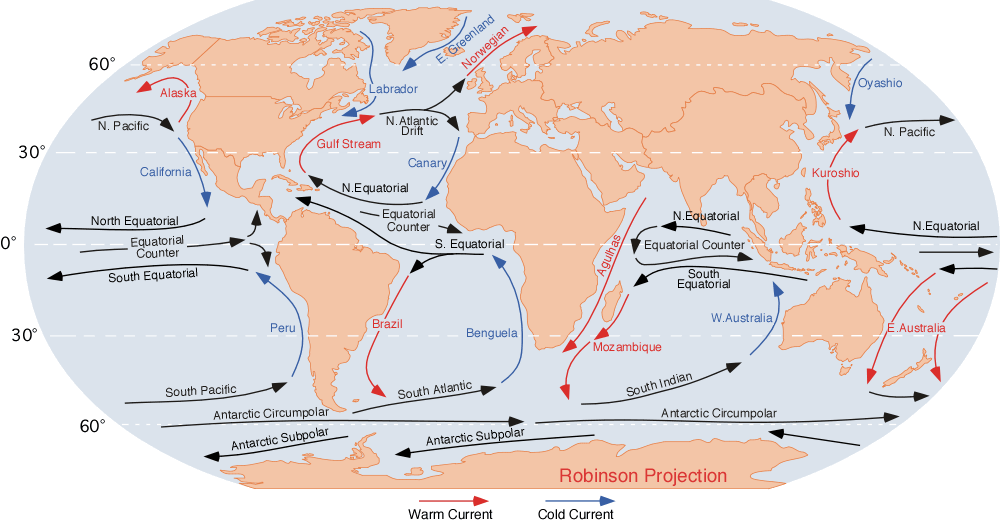
Liberté

Le courant de Lomonossov est un courant marin qui se situe au large des côtes du Gabon, dans le Golfe de Guinée, entre le Cap Lopez et l'île de Sao Tomé-et-Principe. Il est aussi appelé « Contre Courant équatorial Subsuperficiel Atlantique ». On peut voir que les caractéristiques de ce courant varient en fonction des saisons. On fera la différence entre, la saison chaude, hiver et printemps dans l'hémisphère nord, où son intensité est maximale jusqu'à environ 1 m s−1 comme on peut le voir grâce aux variations des taux de salinité dans la zone, et la saison froide, c'est-à-dire l'été et l'automne dans l'hémisphère nord où on voit que le courant de Lomonossov perd de son intensité mais reste toujours présent.